# Брацило Марина Анатоліївна
Мари́на Анато́ліївна Браци́ло (нар. 2 грудня 1976, Запоріжжя — 17 червня 2013, Київ) — українська поетеса, журналістка, піснярка. 

## Біографія
Народилася в Запоріжжі. Навчалася в ЗОШ № 43 (1984—1991 рр.), ЗОШ № 20 (1991—1994 роки). Переможець VIII та IX Всеукраїнських олімпіад юних філологів — знавців української мови і літератури (1993, 1994 рр.). Вищу освіту здобувала в Запорізькому державному університеті на філологічному факультеті за спеціальністю українська мова та література (1994—1999 роки) та в Інституті мистецтвознавства, фольклористики та етнології імені М. Т. Рильського НАН України на аспірантурі за спеціальністю етнологія (1999—2004 роки).
Працювала: коректором у ЗМІ; літредактором у видавництвах «Факт», «Смолоскип»; редактором у журналах «Пані», «Вона», «Даша»; контент-редактором сайту IVONA.
З когорти письменників «дев'яностиків», об'єднаних навколо видавництва «Смолоскип». У 1997 році, 20-літньою, стала наймолодшим членом Національної спілки письменників України. У 1998—1999 роках — голова Запорізького обласного літературного об'єднання імені М. Гайдабури.
Участь у літературних конкурсах: конкурс юних поетів IX Всеукраїнської олімпіади з української мови і літератури (1994, І місце), Запорізька обласна премія для обдарованої молоді (1993, 1995 рр., лауреат); Міжнародний конкурс молодих літераторів «Гранослов» (1994, 1995, дипломант); Літературний конкурс видавництва «Смолоскип» (1997, відзнака); V Всеукраїнський фестиваль «Лір» (1997, лауреат), конкурс есеїв «Поборник душевного миру» до 220-річчя від дня смерті Г. Сковороди (2014, переможець посмертно), Всеукраїнська літературна премія ім. І. Низового (2015, лауреат посмертно).
Участь у музичних фестивалях та конкурсах: Запорізький Обласний молодіжний фестиваль естрадного мистецтва «Зорепад» (1993, лауреат); Міжнародний пісенний фестиваль «Доля» (м. Чернівці, 1994, дипломант), Всеукраїнський фестиваль кобзарського мистецтва (м. Дніпропетровськ, 1994, дипломант), фестиваль авторської пісні «Вагант-95» (м. Дніпропетровськ, лауреат), фестиваль авторської пісні та акустичної музики «Срібна підкова» (м. Львів, 1995, призер); Запорізькі обласні відбіркові тури фестивалю «Червона рута» (1995, призер ; 1997, лауреат).
Учасник Всеукраїнського збору молодих літераторів (1998) та Всеукраїнської наради «Молода література і державність України» (1999). Багаторічний учасник Всеукраїнського семінару творчої молоді України в Ірпені.
У січні 2011 року Марина Брацило та Юрій Нога зазнали переслідувань з боку спецслужб за підозрою в причетності до підриву погруддя Йосипа Сталіна в Запоріжжі.
10 квітня 2012 року раптово помер 38-річний чоловік Марини Брацило поет Юрій Нога.
17 червня 2013 року ввечері Марина Брацило трагічно загинула, випавши з вікна 8 поверху своєї квартири, яку винаймала у Києві. Обставини смерті залишаються невідомими по сьогодні.

## Творчість
Марина Брацило авторка поетичних збірок:
| Збірка                                          | Рік  | Примітки   |
| ----------------------------------------------- | ---- | ---------- |
| «Хортицькі дзвони»                              | 1995 | [ 14 ]     |
| «Благовіст»                                     | 1996 |            |
| «Мелодія вічних прощань»                        | 1997 |            |
| «Сонцетяжіння»                                  | 2001 |            |
| «Чотири пори любові»                            | 2006 |            |
| «Mare amoris. Морю, з любов'ю»                  | 2011 |            |
| «Шовкова держава»                               | 2014 | посмертно, |
| «Я зроду тут живу… : рання лірика»              | 2018 | посмертно  |
| «Зоряна криця. Вибране. Лірика»                 | 2019 | посмертно  |
| компакт-диск «Пісні з Хортиці» (Вип. 1, Вип. 2) | 2015 | посмертно. |

## Громадське визнання
- 1994 рік — Грамота Союзу українок Америки з нагоди Року родини за перемогу у конкурсі есеїв;
- 1995 рік — Грамота Центрального правління Всеукраїнського товариства «Просвіта» імені Тараса Шевченка за першу поетичну збірку «Хортицькі дзвони»;
- 1997 рік — Почесна грамота обласного відділення Українського фонду культури за плідну літературну діяльність та велику громадсько-масову роботу по відродженню і пропаганді духовної спадщини українського народу;
- у 1999 році включена Американським біографічним інститутом до номінації «Жінка року» та до Міжнародного словника видатних особистостей.
- З 2005 року — постійний член журі Всеукраїнського конкурсу живої поезії «Молоде вино».
- 2014 рік — щорічний Всеукраїнський конкурс молодої української поезії та авторської пісні ім. М. Брацило «Хортицькі дзвони», заснований творчою громадськістю Запорізького краю на увічнення пам'яті мисткині[20][21].

## Про Марину Брацило
- Стадніченко О. Брацило Марина Анатоліївна (Нога) / Ольга Стадніченко // Література Запорізького краю: хрестоматія творів кінця XX — початку XXI ст. / Запоріз. обл. орг. Нац. спілки письменників України ; [упоряд.: О. О. Медко, О. О. Стадніченко]. — Запоріжжя: Дике Поле, 2019. — С. 36-43.
- Рекубрацький А. Живи горілиць, хортичанко! : [передмова] / Анатолій Рекубрацький// Брацило М. Хортицькі дзвони: Поезії / Марина Брацило. — Запоріжжя: Хортиця, 1995. — С. 5-6.
- Пилип Юрик Брацило Марина. Перерваний політ [Архівовано 11 червня 2021 у Wayback Machine.]
- Ємець-Доброносова Ю. Голос степу [Архівовано 30 серпня 2020 у Wayback Machine.]
- Палівода Т. Поетами народжуються [Архівовано 11 червня 2021 у Wayback Machine.]
- Живиця Т. Життєвий і творчий шлях літературної зірки Марини Брацило (1976—2013) [Архівовано 11 червня 2021 у Wayback Machine.]
- Окара А. InMemoriam. Марина Брацило, Леся Українка [Архівовано 16 червня 2021 у Wayback Machine.]

## Рецензії
- Карач А. Трансформація неоміфологічних мотивів у ліриці Марини Брацило (на матеріалі збірки «Я зроду тут живу») [Архівовано 30 квітня 2021 у Wayback Machine.]
- Ольшанська О. Символізм епітетів-кольорономінантів у збірці Марини Брацило «Чотири пори любові» / Олена Ольшанська // Вісник ЗНУ. Філологічні науки. — 2020. — № 1. — С. 143—148.
- Ольшанська О. О. Архетип роду в поезії Марини Брацило [Архівовано 11 червня 2021 у Wayback Machine.]
- Ольшанська О. Урбаністичний дискурс у поезії Марини Брацило [Архівовано 11 червня 2021 у Wayback Machine.]
- Ольшанська О. Художнє переосмислення образу козацтва у збірці М. Брацило «Шовкова держава» [Архівовано 11 червня 2021 у Wayback Machine.]
- Ніколаєнко В. М., Смирнов О. В. Екзистенційний дискурс філософської лірики М. Брацило [Архівовано 11 червня 2021 у Wayback Machine.]
- Смирнов О. В., Ніколаєнко В. М. Поетика домислу у віршах М. Брацило про турецько-татарську неволю [Архівовано 16 червня 2021 у Wayback Machine.]
- Смирнов О. Персоніфікаційні стратегії в поезіях М. Брацило про світанкову Хортицю [Архівовано 11 червня 2021 у Wayback Machine.]
- Смирнов О. Поетикальна специфіка віршів-«Перевтілень» на історичну тематику в «степовій» ліриці М. Брацило [Архівовано 11 червня 2021 у Wayback Machine.]
- Смирнов О. В. Поетикальна матриця образу запорізького степу в ліриці М. Брацило [Архівовано 16 червня 2021 у Wayback Machine.]
- Смирнов О. В. Синергетика морських обширів у мариністичній ліриці М. Брацило [Архівовано 11 червня 2021 у Wayback Machine.]
- Стадніченко О. «Крапель достиглим звуком перетікає час…» (Брацило М. «Шовкова держава») [Архівовано 11 червня 2021 у Wayback Machine.]
- Ульяненко О. Сонячні письмена Марини Брацило / О. Ульяненко // Березіль. — 2003. — № 7-8. — С. 8-9.
- Штейнбук Ф. «Дзвінкі голоси вже напівожіночених мавок», або «Сонячні письмена» Марини Брацило (Брацило М. «Зоряна криця. Вибране. Лірика») [Архівовано 11 червня 2021 у Wayback Machine.]